# Ruby (chanson)
Pour les articles homonymes, voir Ruby (homonymie).
Ruby est le premier single tiré de l'album Yours Truly, Angry Mob de Kaiser Chiefs, sorti en 2007. Il est certifié disque d'or (plus de 400 000 exemplaires vendus) au Royaume-Uni, pays dans lequel il s'est classé numéro un du classement des ventes hebdomadaires.

## Clip
Dans le clip, le groupe interprète la chanson dans le désert tandis qu'une ville miniature se construit peu à peu autour d'eux.

## Utilisations
La chanson a été utilisée pour la bande son des jeux vidéo Guitar Hero 3: Legends of Rock (2007), Project Gotham Racing 4 (2007), Singstar Vol. 2 (2008), Lego Rock Band (2009) et Pro Evolution Soccer 2010 (2009).

## Classements
| Pays                                    | Positions |
| --------------------------------------- | --------- |
| Allemagne (Media Control AG)            | 11        |
| Autriche (Ö3 Austria Top 40)            | 14        |
| Belgique (Flandre Ultratop 50 Singles)  | 5         |
| Belgique (Wallonie Ultratop 50 Singles) | 28        |
| Irlande (Irish Singles Chart)           | 5         |
| Norvège (VG-lista)                      | 16        |
| Nouvelle-Zélande (RMNZ)                 | 29        |
| Pays-Bas (Nederlandse Top 40)           | 7         |
| Royaume-Uni (UK Singles Chart)          | 1         |
| Suisse (Schweizer Hitparade)            | 13        |